# Dercé
Dercé est une commune du Centre-Ouest de la France, située dans le département de la Vienne en région Nouvelle-Aquitaine.
Ses habitants sont appelés les Dercéens.

## Géographie

### Climat
Pour des articles plus généraux, voir Climat de la Nouvelle-Aquitaine et Climat de la Vienne.
Historiquement, la commune est exposée à un climat océanique du nord-ouest.  
En 2020, Météo-France publie une typologie des climats de la France métropolitaine dans laquelle la commune est exposée à un climat océanique altéré et est dans la région climatique  Moyenne vallée de la Loire, caractérisée par une bonne insolation (1 850 h/an) et un été peu pluvieux.
Pour la période 1971-2000, la température annuelle moyenne est de 11,5 °C, avec une amplitude thermique annuelle de 14,9 °C. Le cumul annuel moyen de précipitations est de 672 mm, avec 10,9 jours de précipitations en janvier et 6,4 jours en juillet. Pour la période 1991-2020, la température moyenne annuelle observée sur la station météorologique la plus proche, située sur la commune de Martaizé à 12 km à vol d'oiseau, est de 12,2 °C et le cumul annuel moyen de précipitations est de 584,4 mm,. Pour l'avenir, les paramètres climatiques de la commune estimés pour 2050 selon différents scénarios d’émission de gaz à effet de serre sont consultables sur un site dédié publié par Météo-France en novembre 2022.

### Communes limitrophes
|                  | Maulay            |                 |
| La Roche-Rigault | Dercé             | Nueil-sous-Faye |
| Guesnes          | Monts-sur-Guesnes | Prinçay         |

## Urbanisme

### Typologie
Au 1er janvier 2024, Dercé est catégorisée commune rurale à habitat très dispersé, selon la nouvelle grille communale de densité à sept niveaux définie par l'Insee en 2022.
Elle est située hors unité urbaine. Par ailleurs la commune fait partie de l'aire d'attraction de Loudun, dont elle est une commune de la couronne,. Cette aire, qui regroupe 25 communes, est catégorisée dans les aires de moins de 50 000 habitants,.

### Occupation des sols
L'occupation des sols de la commune, telle qu'elle ressort de la base de données européenne d’occupation biophysique des sols Corine Land Cover (CLC), est marquée par l'importance des territoires agricoles (85,3 % en 2018), une proportion identique à celle de 1990 (85,3 %). La répartition détaillée en 2018 est la suivante : 
terres arables (62,2 %), zones agricoles hétérogènes (21,1 %), forêts (14,6 %), prairies (2 %). L'évolution de l’occupation des sols de la commune et de ses infrastructures peut être observée sur les différentes représentations cartographiques du territoire : la carte de Cassini (XVIIIe siècle), la carte d'état-major (1820-1866) et les cartes ou photos aériennes de l'IGN pour la période actuelle (1950 à aujourd'hui).

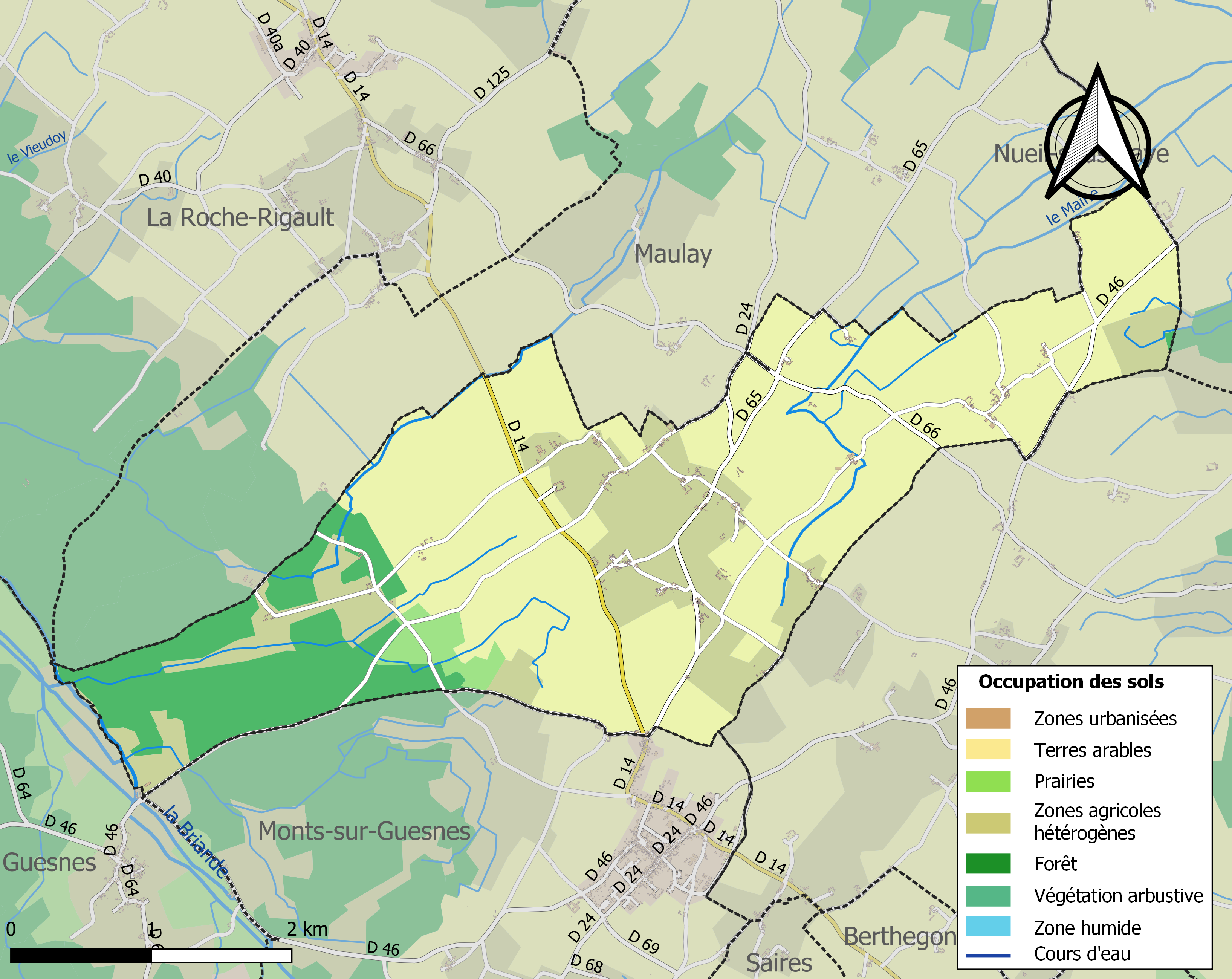
Carte des infrastructures et de l'occupation des sols de la commune en 2018 (CLC).

### Risques majeurs
Le territoire de la commune de Dercé est vulnérable à différents aléas naturels : météorologiques (tempête, orage, neige, grand froid, canicule ou sécheresse), mouvements de terrains et séisme (sismicité modérée). Il est également exposé à un risque technologique,  le transport de matières dangereuses. Un site publié par le BRGM permet d'évaluer simplement et rapidement les risques d'un bien localisé soit par son adresse soit par le numéro de sa parcelle.

#### Risques naturels

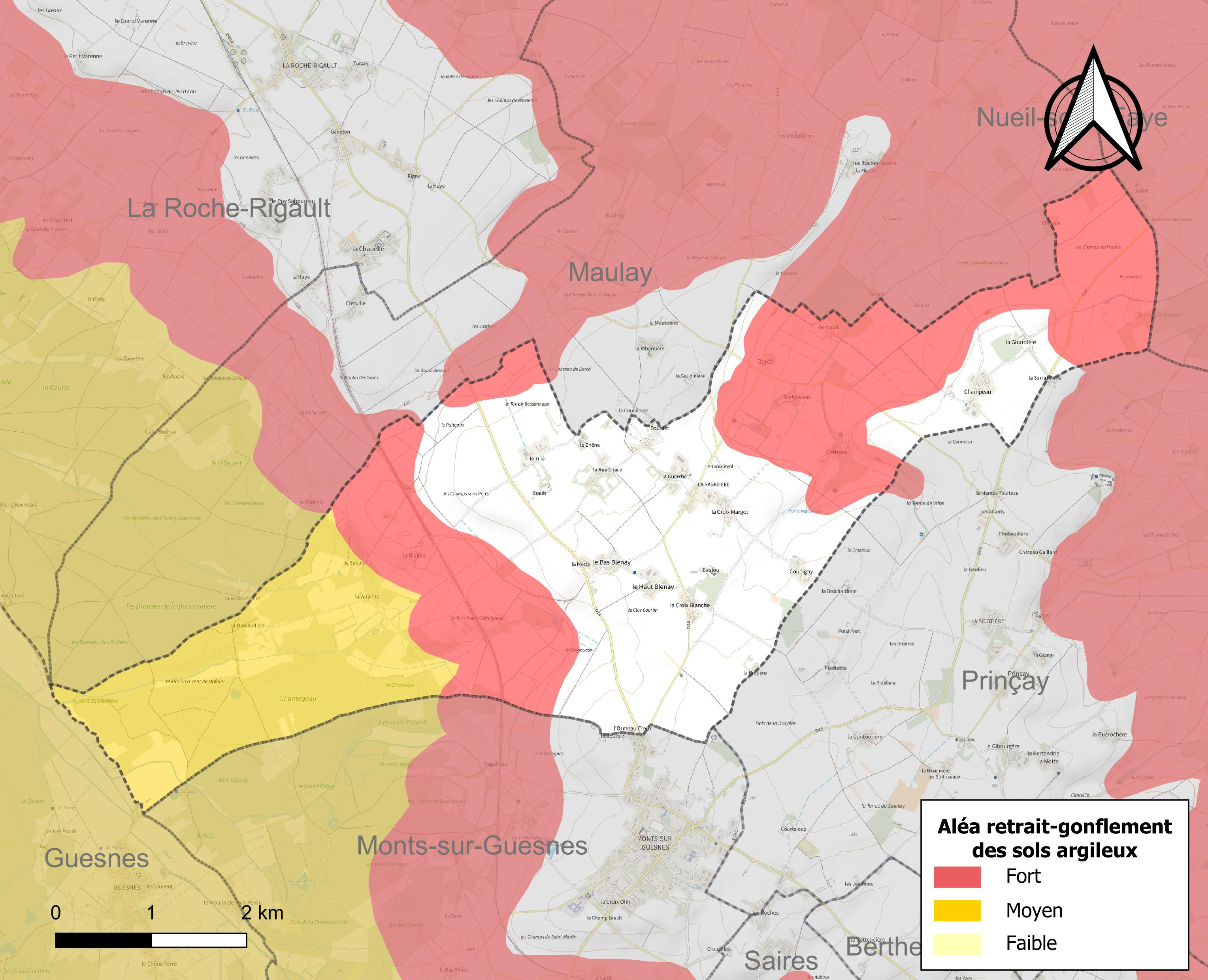
Carte des zones d'aléa retrait-gonflement des sols argileux de Dercé.

Les mouvements de terrains susceptibles de se produire sur la commune sont des affaissements et effondrements liés aux cavités souterraines (hors mines) et des tassements différentiels. Afin de mieux appréhender le risque d’affaissement de terrain, un inventaire national permet de localiser les éventuelles cavités souterraines sur la commune. Le retrait-gonflement des sols argileux est susceptible d'engendrer des dommages importants aux bâtiments en cas d’alternance de périodes de sécheresse et de pluie. 56,3 % de la superficie communale est en aléa moyen ou fort (79,5 % au niveau départemental et 48,5 % au niveau national). Depuis le 1er octobre 2020, en application de la loi ÉLAN, différentes contraintes s'imposent aux vendeurs, maîtres d'ouvrages ou constructeurs de biens situés dans une zone classée en aléa moyen ou fort,.
La commune a été reconnue en état de catastrophe naturelle au titre des dommages causés par les inondations et coulées de boue survenues en 1982, 1999, 2010 et 2013 et par des mouvements de terrain en 1999 et 2010.

## Toponymie
Le nom du village proviendrait de l’anthroponyme gallo-romain avec le suffixe latin de propriété « -acum » : Darciaco. Ce nom apparait au Xe siècle.

## Histoire
Dercé était en Anjou jusqu'à la Révolution.

Carte de l'ancienne province d'Anjou.

## Politique et administration

### liste des maires
| Période    | Période  | Identité           | Étiquette | Qualité |
| ---------- | -------- | ------------------ | --------- | ------- |
| avant 1981 | ?        | Pierre Gabillon    | DVD       |         |
| mars 2001  | En cours | Christophe Bruneau |           |         |

### Instances judiciaires et administratives
La commune relève du tribunal d'instance de Poitiers, du tribunal de grande instance de Poitiers, de la cour d'appel  Poitiers, du tribunal pour enfants de Poitiers, du conseil de prud'hommes de Poitiers, du tribunal de commerce de Poitiers, du tribunal administratif de Poitiers et de la cour administrative d'appel  de  Bordeaux, du tribunal des pensions de Poitiers, du tribunal des affaires de la Sécurité sociale de la Vienne, de la cour d’assises de la Vienne.

## Démographie
L'évolution du nombre d'habitants est connue à travers les recensements de la population effectués dans la commune depuis 1793. Pour les communes de moins de 10 000 habitants, une enquête de recensement portant sur toute la population est réalisée tous les cinq ans, les populations de référence des années intermédiaires étant quant à elles estimées par interpolation ou extrapolation. Pour la commune, le premier recensement exhaustif entrant dans le cadre du nouveau dispositif a été réalisé en 2006.

En 2022, la commune comptait 163 habitants, en évolution de +5,84 % par rapport à 2016 (Vienne : +0,6 %, France hors Mayotte : +2,11 %).
| 1793 | 1800 | 1806 | 1821 | 1831 | 1836 | 1841 | 1846 | 1851 |
| ---- | ---- | ---- | ---- | ---- | ---- | ---- | ---- | ---- |
| 325  | 385  | 388  | 376  | 450  | 466  | 469  | 445  | 450  |

| 1856 | 1861 | 1866 | 1872 | 1876 | 1881 | 1886 | 1891 | 1896 |
| ---- | ---- | ---- | ---- | ---- | ---- | ---- | ---- | ---- |
| 423  | 420  | 427  | 450  | 432  | 433  | 434  | 382  | 400  |

| 1901 | 1906 | 1911 | 1921 | 1926 | 1931 | 1936 | 1946 | 1954 |
| ---- | ---- | ---- | ---- | ---- | ---- | ---- | ---- | ---- |
| 380  | 390  | 440  | 400  | 383  | 391  | 385  | 368  | 416  |

| 1962 | 1968 | 1975 | 1982 | 1990 | 1999 | 2006 | 2011 | 2016 |
| ---- | ---- | ---- | ---- | ---- | ---- | ---- | ---- | ---- |
| 345  | 345  | 294  | 235  | 188  | 170  | 166  | 165  | 154  |

| 2021 | 2022 | - | - | - | - | - | - | - |
| ---- | ---- | - | - | - | - | - | - | - |
| 161  | 163  | - | - | - | - | - | - | - |

En 2008, la densité de population de la commune était de 13 hab./km2, 61 hab./km2 pour le département, 68 hab./km2 pour la région Poitou-Charentes et 115 hab./km2.

## Économie
Selon la direction régionale de l'Alimentation, de l'Agriculture et de la Forêt de Poitou-Charentes, il n'y a plus que 14 exploitations agricoles en 2010 contre 16 en 2000.
Les surfaces agricoles utilisées ont diminué et sont passées de 797 hectares en 2000 à 783 hectares en 2010. 50 % sont destinées à la culture des céréales (blé tendre essentiellement mais aussi orges et maïs), 23 % pour les oléagineux (tournesol) et 9 % pour le fourrage. En 2010 comme en 2000, un hectare est consacré à la vigne.
3 exploitations en 2010 comme en 2000 abritent un élevage de chèvres (915 têtes en 2010 contre 629 têtes en 2000). La vocation laitière du troupeau est très forte. Moins de 2 % des élevages caprins sont non laitiers en 2000. La quasi-totalité de la production laitière, en constante augmentation (de 2000 à 2011 : + 44 %) est livrée à l’industrie agro-alimentaire soit 96 % des 485 000 hectolitres  récoltés dans l’ensemble du département de la Vienne en 2004. La production de fromage à la ferme reste très marginale et ne représente que 1 % de la production de lait et 6 % des fermes. 75 % des élevages sont basés sur un système de production de type hors sol, la surface agricole étant destinée essentiellement dans ce cas, à la production de fourrage. 75 % de ces exploitations n’élèvent que des chèvres. Le dynamisme de cet élevage, l’accent porté sur la qualité des produits a permis d’obtenir les AOC « chabichou du Poitou » et « Sainte Maure de Touraine » pour les fromages produits.
L'élevage de volailles a disparu en 2010 (217 têtes sur six fermes en 2000).

## Culture locale et patrimoine

### Lieux et monuments

#### Patrimoine religieux
- L'église Saint-Jean-Baptiste fut construite au XIIe siècle avec des remaniements au XVIe siècle et un décor de peinture murales des XVIe-XVIIe siècle. L'édifice a été inscrit au titre des monuments historique en 1943[29]. C'est une ancienne chapelle priorale. L'édifice roman subsiste principalement dans le mur sud de la nef orné de chapiteaux. Le couvrement en lambris du vaisseau date du XXe siècle. Les voûtes du chœur sont du XVIe siècle. Une petite porte dans l'étroite chapelle sud est encadrée de pilastres cannelés qui, comme l'indique une inscription sur le mur, pourrait dater du XVIIe siècle. Le retable est de style classique. Beau tableau représentant une Vierge à l'Enfant. Des peintures en détrempe de la fin du  XVe siècle  ou du début du XVIe siècle représentent le martyre de saint Sébastien et l'Annonciation. Les peintures murales représentent le sacrifice d'Isaac et un ange portant les instruments de la Passion. Elles sont situées de part et d'autre du chœur, sur fond de paysage, encadrées par une bordure de feuillage à la manière des tapisseries. Au XVIIIe siècle, une période de difficulté financière a succédé aux guerres de religion. Les œuvres peintes de cette époque sont donc rares dans les églises et sont des scènes isolées comme c'est le cas ici. Les fonts baptismaux sont datés de 1622 avec l’inscription[30] : QUOTQUOT IN CHRISTO BAPTIZATI ESTIS, CHRISTUM INDUISTIS I622. Cette citation veut dire ne français :"Dans la mesure où vous avez été baptisés dans le Christ, vous avez revêtu le Christ 1622". Il s’agit de la reprise d'une citation scripturaire, Épître aux Romains  dont le texte est le suivant : Quid ergo dicemus, permanebimus in peccato ut gratia abundet, Absit. Qui enim mortui sumus peccato, quomodo adhuc vivemus in illo. An ignoratis quia quicumque baptizati sumus in Christo Iesu, in morte ipsius baptizati sumus.En réalité la citation n’est pas très exacte. En effet, il est écrit au verset 3 du chapitre VI : An ignoratis quia quicumque baptizati sumus in Christo Iesu ; in morte ipsius baptizati sumus ? Consepulti enim sumus cum illo per baptismum in mortem : ut quomodo Christus surrexit a mor-tuis per gloriam Patris, ita et nos in novitate vitae ambulemus.
- La croix hosannière dans le cimetière a été inscrite comme Monument Historique en 1926. La croix tire son nom de l'hébreu Hosanna, premier mot d'une hymne chantée le Rameaux. Les villageois se rendaient en procession jusqu'au cimetière ce jour-là, et, au pied de ce calvaire, chantaient l'Hosanna.